# 刘建锋
刘建锋（9世纪—896年5月17日），有的史书作刘建峰、刘建封、刘锋，字锐端，唐朝末年军阀，自宁元年（894年）控制武安军直至三年（896年）去世。

## 家世
刘建锋生年不详，是蔡州朗山人。他曾任忠武军龙骧指挥使，与决胜指挥使孙儒一同在奉国军节度使秦宗权帐下戍蔡州以抵抗黄巢的大规模农民军，彼此关系也好。后来秦宗权叛唐僖宗，自己称帝，他们也继续追随。

## 效力孙儒
光启二年（886年），秦宗权命孙儒率军攻唐廷治下的河阳；孙儒败河阳留后诸葛仲方，夺取河阳。虽然取胜，十二月，孙儒帐下行军司马张佶却秘密对刘建锋说：“秦公刚鸷而猜忌，很快会灭亡，我们早晚被朱全忠（宣武军节度使）所灭，必须设法自免！”刘建锋正自危，从中看出了张佶的智慧，于是和他交友。孙儒也认同张佶所言。
秦宗权遭朱全忠大败后，孙儒撤离河阳。三年（887年）十月，秦宗权派弟弟秦宗衡进军淮南争夺其控制权，以孙儒为副，刘建锋为前锋。当时淮南正陷入两败俱伤的内战，一方为自称淮南节度使秦彦和左厢都知兵马使毕师铎，另一方为庐州刺史杨行密。张佶、马殷也都在秦宗衡军中。他们到淮南军部扬州时，杨行密已将其占领并迫使秦彦和毕师铎逃遁。秦彦和毕师铎也加入了秦宗衡军。不久，当秦宗权面临朱全忠的军事压力试图召回秦宗衡军时，孙儒杀秦宗衡，夺取军队，与刘建锋、左军判官许德勋等盟誓，又杀秦彦、毕师铎。孙儒不久败杨行密，夺取扬州，自称淮南节度使。刘建锋成为孙儒别将。杨行密随后占有宁国军，并成为其节度使。龙纪元年（889年）十二月，孙儒命刘建锋从杨行密马步都虞候田頵手中夺取常州，守之，又驱逐杭州刺史钱鏐部下润州制置使成及，取润州。大顺元年（890年）二月，杨行密部将安仁义、牙将刘威、田頵等败刘建锋于武进，取常州，刘建锋又驱逐润、常州之间的杨行密诸将。闰九月，刘建锋再攻常州，杀制置使张行周，围杨行密部将李友控制的苏州。十二月，孙儒亲自攻拔苏州，杀李友。
大顺二年（891年）春，孙儒展开先灭杨行密再灭朱全忠的初步计划。他引全军进军宣歙军部宣州。刘建锋率军随军。孙儒军起初取胜，景福元年（892年）二月，围宣州。但他不能攻陷宣州，很快陷入困境，五月，杨行密又出奇兵断其粮道。孙儒的军队又为大雨和疫病所苦，自己也染上了疟疾，只得派刘建锋和马殷分兵劫掠邻近诸县以求食。六月，杨行密得知孙儒染疟疾，攻之，击溃孙儒军，杀孙儒。孙儒军大多投降杨行密。刘建锋和马殷为孙儒而哭，互相说：“公常有志被立庙祭祀，等吾等有了领地，当为他立庙以报德。”率七千士兵南下向镇南军进军；士兵推刘建锋为帅，马殷为先锋指挥使，张佶为谋主。这支军队劫掠洪州、虔州、吉州等数州，不久达到十余万人。

## 夺取武安军
刘建锋军没有攻打镇南军，而是继续向西南朝当时在邓处讷治下的武安军行进。乾宁元年（894年）五月，刘建锋兵到醴陵，邓处讷派邵州指挥使蒋勋、邓继崇守龙回关以阻刘建锋进军。马殷到关下，派出使者，使者说服蒋勋、邓继崇：刘建锋的到来是有星象预兆的，他们的军队不足以抵抗之。在使者建议下，蒋勋、邓继崇解散了军队。刘建锋命部下士兵穿上蒋勋、邓继崇士兵的军服，很快进军到武安军军部潭州。他们兵到后，潭州守军误认他们为蒋勋、邓继崇的军队，不做防备。刘建锋军直入军府，邓处讷正在饮宴，被擒，刘建锋杀之，在张佶等推戴下自称留后，上表京师。当年，刘建锋等举唐世旻为永州刺史。当时受命宣抚南方各藩镇的谏议大夫孙偓从衡州、永州前往潭州安抚刘建锋。
二年（895年）四月，唐昭宗任刘建锋为武安军节度使，拜检校尚书左仆射。刘建锋以马殷为内外马步军都指挥使。同入武安军的还有许德勋、姚彦章、秦彦晖、王环、李琼等。

## 身亡
刘建锋答应赏赐蒋勋，却未及行动。同年十一月，蒋勋求为邵州刺史，刘建锋不许，蒋勋就和邓继崇起兵反刘。他们很快攻陷邵州，试图压迫潭州。三年（896年）正月，刘建锋派马殷讨蒋、邓，取得初步胜果。
但是，战事还在进行，刘建锋自从夺取武安军后就变得骄傲嗜酒。他本是庸人，经常和部曲饮酒欢呼，还和新息小史长直兵牵栊官陈赡美艳的妻子私通。陈赡被同僚戏言，以为耻，四月，怒而用蒺藜铁挝杀了刘建锋。士兵起初迎张佶为留后，但张佶拒绝了，三军最终推立权知邵州刺史马殷，并诛杀陈赡。马殷上任之际，诛杀谋害刘建锋者数十人，并从此禁用蒺藜。
刘建锋生前官爵为武安军节度使、检校司空、彭城郡侯，邑千户。马殷后来以湖南为根据建立楚国，很感恩刘建锋，屡次上表请求追赠，使其得以累赠太傅。后唐末帝清泰二年（935年）十二月，因楚国所请，赠刘建锋太尉。其妻厍狄氏，赠韩国夫人。